# Frieden von Rijswijk

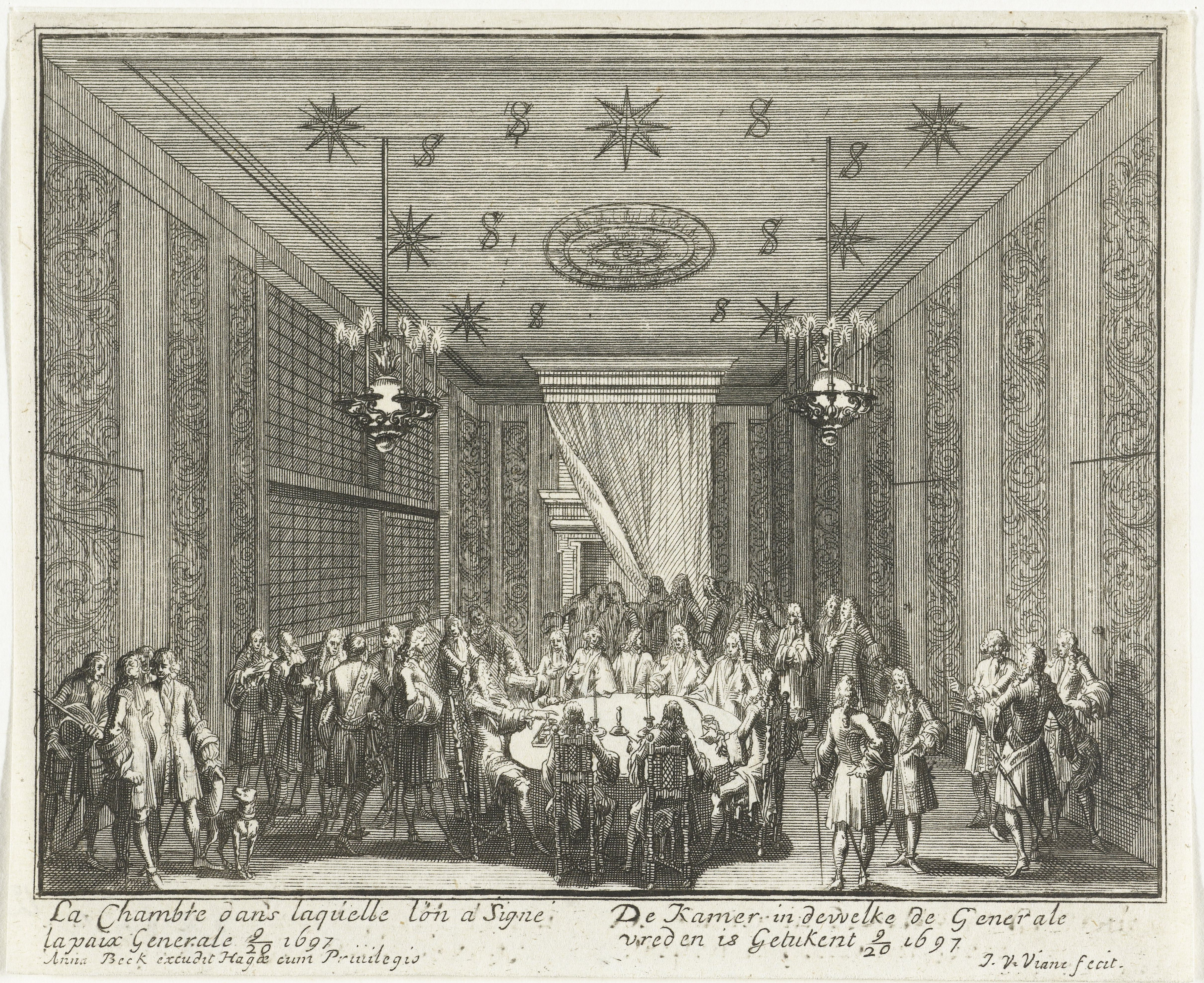
Unterzeichnung des Friedens von Rijswijk auf Huis ter Nieuburch am 20. September 1697 (zeitgenössischer Kupferstich)

Der Frieden von Rijswijk ist das 1697 unterzeichnete Vertragswerk, mit dem der Pfälzische Erbfolgekrieg beendet wurde. Vertreter der Wiener Großen Allianz – des Kaisers und einiger Reichsstände des Heiligen Römischen Reichs, Dänemarks, Schwedens, Savoyens, Spaniens, Englands und der Republik der Sieben Vereinigten Provinzen – sowie Gesandte Frankreichs einigten sich in Verhandlungen, die auf Huis ter Nieuburch in Rijswijk, Provinz Holland, unter der Moderation des schwedischen Gesandten Nils Lillieroot geführt wurden. Die Bestandteile des Vertragswerks wurden zwischen dem 20. September und 30. Oktober 1697 unterzeichnet. 
König Ludwig XIV. hatte im Zuge seiner Reunionspolitik im September 1688 den Krieg begonnen. Ludwig behauptete einen Allodialerbanspruch und ließ französische Truppen in die Pfalz vorrücken. 
Gegen ihn standen die Glieder der Augsburger Allianz, eines Bündnisses aus Kaiser Leopold I., den Königen Karl II. von Spanien und Karl XI. von Schweden, dem Kurfürsten Maximilian II. Emanuel von Bayern und den Mitgliedern des fränkischen und oberrheinischen Reichskreises. Im Mai 1689 entstand durch den Beitritt von Wilhelm von Oranien – König von England und Statthalter der Niederlande – aus der Augsburger Liga die Große Allianz, der es im Frieden von Rijswijk schließlich gelang, der Reunionspolitik Ludwigs XIV. Schranken aufzuerlegen. An den Friedensverhandlungen beteiligt waren auch der schwedische Reichstagsgesandte Friedrich Georg von Snoilski und der Gesandte für Sachsen-Gotha, Freiherr Heinrich Richard von Hagen

## Übersicht über das Vertragswerk

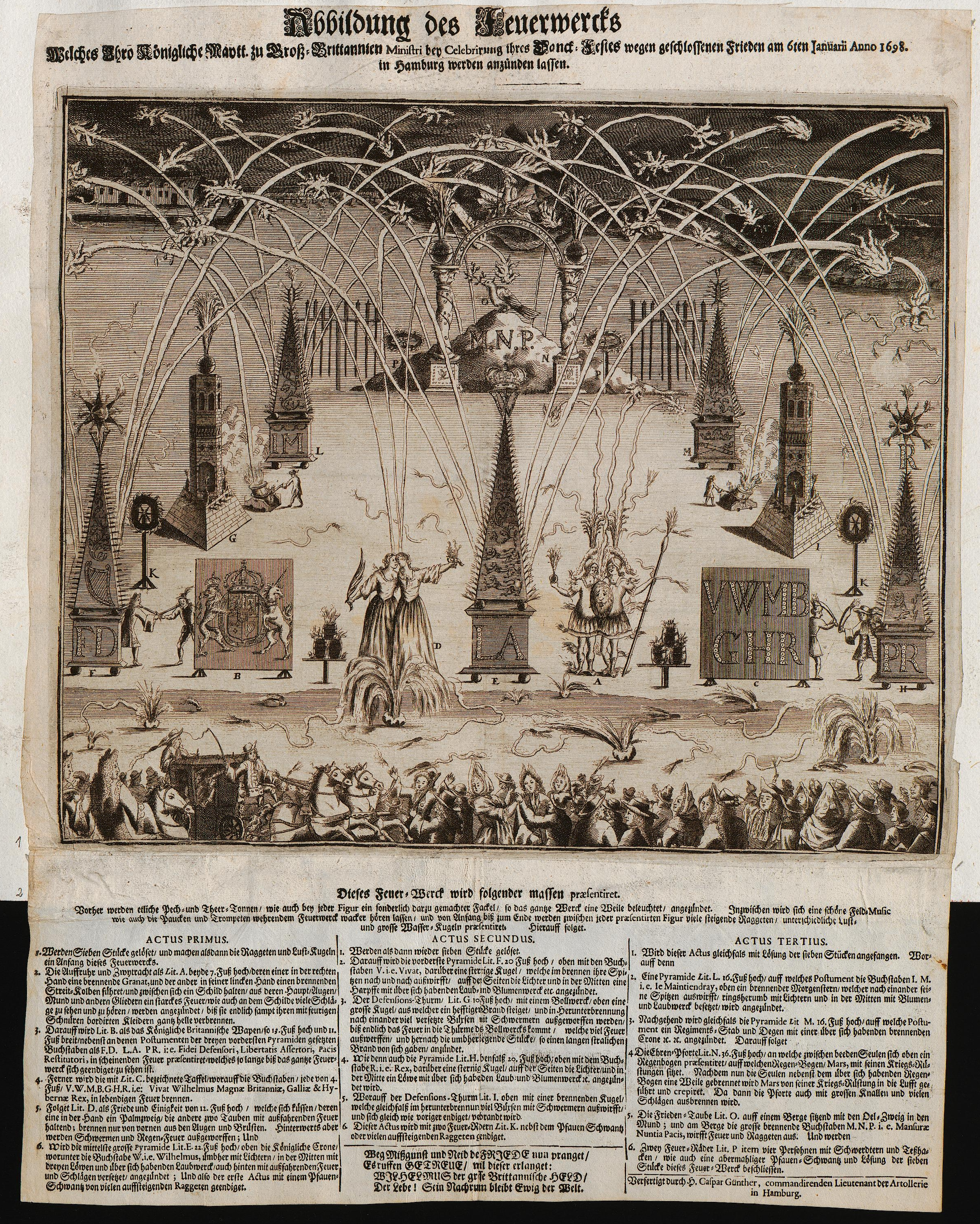
Feuerwerk des englischen Botschafters in Hamburg zum Abschluss des Friedens von Rijswijk

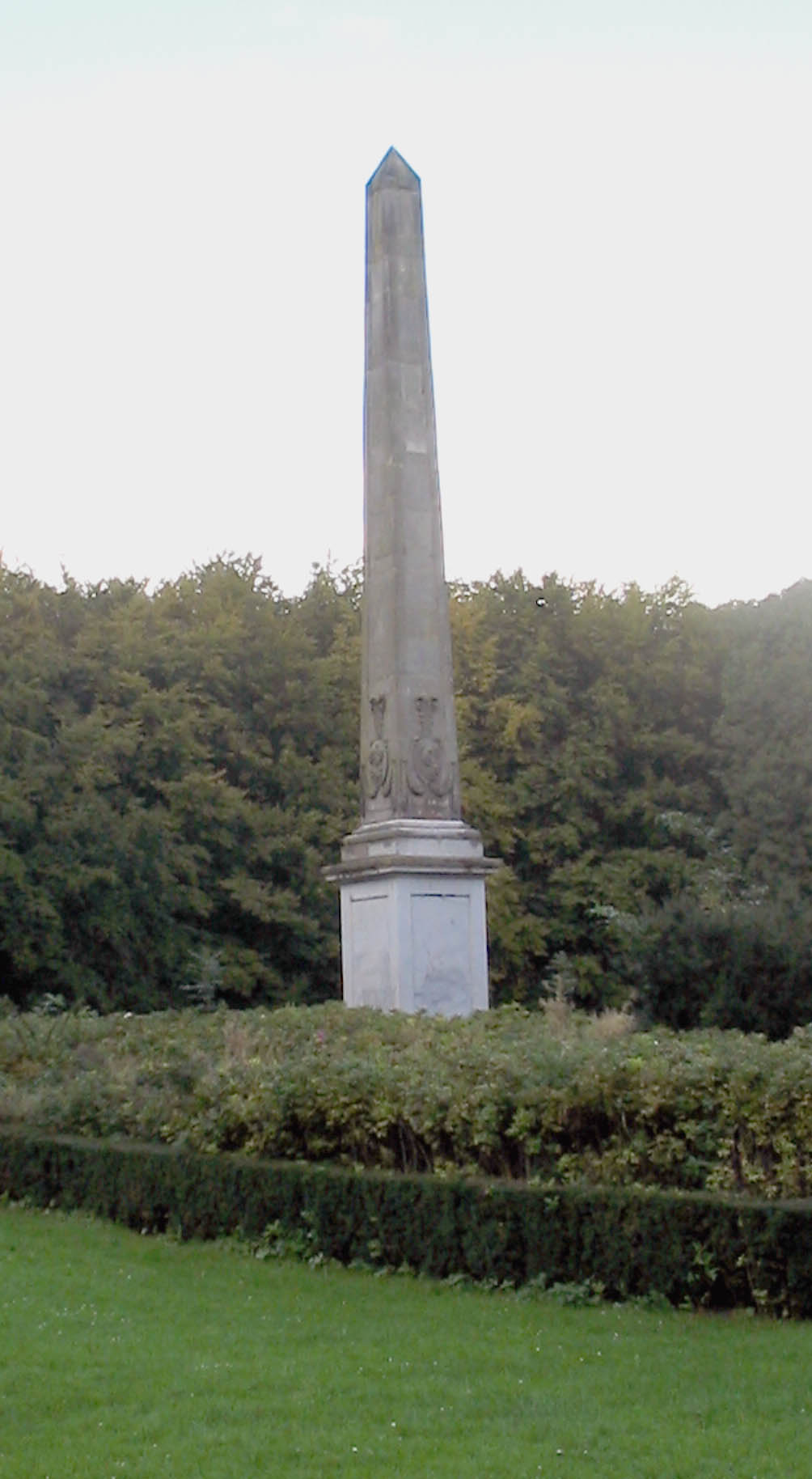
Obelisk im Rijswijkse Bos zur Erinnerung an den Abschluss des Friedens

Das Frieden von Rijswijk (in älteren Quellen auch Frieden von Ryswick) genannte Vertragswerk umfasst die Einzelverträge zwischen den ehemaligen Kriegsparteien.
1. Vertrag zwischen Frankreich und England (20. September 1697)
Beendigung des Krieges, Rückerstattung der jeweiligen Eroberungen, Anerkennung des Königtums Wilhelms III. als König von England durch Frankreich, Versprechen Frankreichs, nichts gegen dieses Königtum zu unternehmen.
2. Vertrag zwischen Frankreich und den Niederlanden (20. September 1697)
Beendigung des Krieges, Verzicht auf alle alten und neuen Ansprüche, Rückerstattung von Pondichéry in Ostindien an Frankreich, Abschluss eines Handelsvertrages.
3. Vertrag zwischen Frankreich und Spanien (20. September 1697)
Beendigung des Krieges, Rückerstattung von Barcelona, Girona, Roses, Bellver de Cerdanya (Comarca Cerdanya), alle in den spanischen Provinzen vollbrachten Reunionen (z. B. Luxemburg, Brabant), bei Frankreich verbleiben einige Landschaften an der katalanischen Grenze, sowie der Westen St. Domingos,  Dinant geht an den Bischof von Lüttich, Insel Ponza erhält der Herzog von Parma.
4. Vertrag zwischen Frankreich und Kaiser Leopold I. und dem Heiligen Römischen Reich (30. Oktober 1697)
Beendigung des Krieges, Rückgabe aller Reunionen und Eroberungen Frankreichs an das Reich mit Ausnahme des Elsass, Bestimmungen des Friedens von Nimwegen 1678/1679 bezüglich der Versorgung französischer Reunionen über Reichsterritorien werden aufgehoben, nach vorangegangener Anzeige muss nun der schnellstmögliche Zugang ermöglicht werden, der Bischof von Straßburg wird wieder eingesetzt, Verzicht auf das Hochstift Lüttich zu Gunsten des Kölner Kurfürsten Joseph Clemens, die Klärung des weiteren Verfahrens mit dem pfälzischen Erbe wird an Papst Innozenz XII. delegiert, Straßburg wird auf ewig französisch, Bewohner der neuen französischen Territorien dürfen binnen Jahresfrist emigrieren, keine neuen Rheinzölle.

## Die Rijswijker Klausel
Im Friedensvertrag zwischen Frankreich und Kaiser Leopold I. und dem Heiligen Römischen Reich vom 30. Oktober 1697 behandelt Artikel 4 die umfangreichen Gebietsrückgaben seitens Frankreich an das Reich. Zurückerstattet werden „alle Oerther und Rechte deren dieselbe sich so wohl wehrenden Kriege und mit Gewalt als auch durch die Uniones und Reuniones angemasset und ausserhalb Elsaß gelegen“. Bezüglich der zurückgegebenen Orte stellt Ludwig XIV. die Bedingung – zuweilen als Rijswijker Klausel bezeichnet –, „daß es mit der Römischen Catholischen Religion, in denen Orthen welche solcher Gestalt wieder erstattet werden sollen also bleibe wie es iezo ist“, d. h., dass in diesen Orten die katholische Religion in dem Stand erhalten werden müsse, in welchem sie sich zum Zeitpunkt des Vertragsabschlusses befindet.

### Auswirkungen in der Kurpfalz
Die Mehrheit der Bevölkerung der Kurpfalz hing den reformierten Glaubensrichtungen an, der Landesherr Johann Wilhelm allerdings war Katholik. Durch die Rijswijker Klausel wurde es dem Kurfürsten nunmehr möglich, die katholische Kirche und ihre Forderungen sowie Ansprüche offiziell zu unterstützen.
Diese Unterstützung ging weit über die ursächliche Bestandssicherung des katholischen Glaubens hinaus. Am 26. Oktober 1689 wurde das Simultaneum allgemein eingeführt, wodurch Katholiken ein vertragliches Nutzungsrecht aller kirchlichen Einrichtungen und Besitzungen, wie Kirchen und Friedhöfe, welche ursprünglich einzig den reformierten Gemeinden eigentümlich waren, erhielten. Hingegen wurde den Reformierten das Nutzungsrecht katholischen Besitzes verwehrt. Des Weiteren wurde im Juni 1690 die Administrationskommission eingerichtet, welche die autonome Kirchengüterverwaltung der reformierten Gemeinden aufhob und unter landesherrliche Kontrolle stellte. Durch diese administrativ-landesherrlichen Beschlüsse wurden die reformierten Kirchen in ein Abhängigkeitsverhältnis vom landesherrlichen Wohlwollen gezwungen.
Im Jahre 1695 erreichte eine lutherische Konferenz unter Beteiligung des Pfarrers Johann Philipp Schlosser zwar eine Aufweichung der Bestimmungen, welche jedoch zur Entzweiung und Gegnerschaft der reformierten Kirche in der Pfalz führte. Die lutherische Kirche erhielt die eigenständige Kirchenverwaltung zurückerkannt und überdies eine finanzielle Unabhängigkeit vom reformierten Kirchenrat. Dieser Kirchenrat war dem Landesherrn Johann Wilhelm rechenschaftsschuldig und ebenfalls von dessen Wohlwollen abhängig. Die übrigen reformierten Kirchen unterlagen weiterhin der Kontrolle durch den Kurfürsten.
1705 erfolgte die Beseitigung der Konflikte zwischen den Reformierten und Katholiken durch die sogenannte Kurpfälzische Religionsdeklaration, die auf Betreiben Brandenburg-Preußens zustande kam. Hierdurch wurde das Simultaneum, die Aufteilung des pfälzischen Kirchengutes rückgängig gemacht. Allerdings hatte die Lutherische Kirche im Gegenzug auf gewährte Zugeständnisse (vgl. 1695) zu verzichten, wodurch die Bevorzugung der Katholiken bzw. Benachteiligung der Reformierten in der reformierten Pfalz weiter Bestand hatte.